# Calectasia Conservation Park
Calectasia Conservation Park är en park i Australien. Den ligger i delstaten South Australia, omkring 320 kilometer sydost om delstatshuvudstaden Adelaide. Calectasia Conservation Park ligger 49 meter över havet.
Runt Calectasia Conservation Park är det mycket glesbefolkat, med 2 invånare per kvadratkilometer.. Det finns inga samhällen i närheten.
Trakten runt Calectasia Conservation Park består till största delen av jordbruksmark. Genomsnittlig årsnederbörd är 808 millimeter. Den regnigaste månaden är juli, med i genomsnitt 137 mm nederbörd, och den torraste är februari, med 17 mm nederbörd.